# Agency Village (Dakota del Sur)
Agency Village es un lugar designado por el censo ubicado en el condado de Roberts en el estado estadounidense de Dakota del Sur. En el Censo de 2010 tenía una población de 181 habitantes y una densidad poblacional de 12,23 personas por km².

## Geografía
Agency Village se encuentra ubicado en las coordenadas 45°34′51″N 97°4′59″O / 45.58083, -97.08306. Según la Oficina del Censo de los Estados Unidos, Agency Village tiene una superficie total de 14.79 km², de la cual 14.79 km² corresponden a tierra firme y (0%) 0 km² es agua.

## Demografía
Según el censo de 2010, había 181 personas residiendo en Agency Village. La densidad de población era de 12,23 hab./km². De los 181 habitantes, Agency Village estaba compuesto por el 6.08% blancos, el 0.55% eran afroamericanos, el 89.5% eran amerindios, el 0% eran asiáticos, el 0% eran isleños del Pacífico, el 0.55% eran de otras razas y el 3.31% pertenecían a dos o más razas. Del total de la población el 2.21% eran hispanos o latinos de cualquier raza.